# 1062 Люба
1062 Люба (1062 Ljuba) — астероїд головного поясу, відкритий 11 жовтня 1925 року.
Тіссеранів параметр щодо Юпітера — 3,240.